# Choňkovce
Choňkovce – wieś (obec) na Słowacji położona w kraju koszyckim, w powiecie Sobrance. Pierwsze wzmianki o miejscowości pochodzą z 1409 roku.
Według danych z dnia 31 grudnia 2012 roku, wieś zamieszkiwało 565 osób, w tym 291 kobiet i 274 mężczyzn.
W 2001 roku rozkład populacji względem narodowości i przynależności etnicznej wyglądał następująco:
- Słowacy – 98,06%
- Czesi – 0,81%
- Ukraińcy – 1,13%

Ze względu na wyznawaną religię struktura mieszkańców kształtowała się w 2001 roku następująco:
- Katolicy rzymscy – 43,6%
- Grekokatolicy – 42,95%
- Ewangelicy – 0,32%
- Prawosławni – 11,02%
- Ateiści – 1,94%
- Nie podano – 0,16%